# Tempelj Baalat-Gebal
Tempelj Baalat Gebal (arabsko معبد بعلة جبيل maebad baalat jbeil) je bila pomembna tempeljska zgradba iz bronaste dobe v Biblosu, ki je del svetovne dediščine. Tempelj je bil posvečen Ba'alat Gebal, boginji mesta Biblos, ki so jo Grki pozneje poznali kot Atargatis. Zgrajeno leta 2800 pr. n. št. je bilo največje in najpomembnejše svetišče v starodavnem Biblosu in velja za »eno prvih monumentalnih zgradb v sirsko-palestinski regiji«.  Dve stoletji po izgradnji templja Baalat Gebal je bil približno 100 m vzhodno zgrajen tempelj obeliskov.
Dolžina in kontinuiteta njegove zgodovine kot aktivnega templja je izjemna in »podpira njegovo osrednjo vlogo v življenju mesta«.

## Ozadje
Tempelj in njegova pokroviteljica Ba‘alat Gebal sta bila v mestu čaščena več kot dve tisočletji med kanaansko in feničansko dobo. Zgrajen je bil, ko je bil Biblos tesno povezan z Egiptom, in številne egipčanske reference najdemo v tempeljskem kompleksu. Sam tempelj je bil večkrat razširjen in je ostal v uporabi do rimske dobe.

## Sodobna identifikacija in izkopavanje
Mesto templja je v bližini križarskega gradu Biblos, prvi pa ga je izkopal francoski arheolog Pierre Montet med letoma 1921–24 in nato v zgodnjem delu izkopavanja mesta Mauricea Dunanda. Montet je objavil dve skici svojih izkopavanj, Dunand pa je v svojem zvezku iz leta 1939 objavil nekaj načrtov za širši sektor izkopavanj. Skoraj vsi artefakti, najdeni pri izkopaninah templja, so razstavljeni v Narodnem muzeju v Bejrutu.
Tempelj zdaj stoji vzhodno od rimskega gledališča. Gledališče, zgrajeno okoli leta 218 našega štetja, je bilo rekonstruirano in premaknjeno, da bi omogočili izkopavanje templja.

## Galerija
- Pogled na temelje notranjih prostorov templja
- Montetov diagram arheološkega najdišča Byblos iz leta 1924
- Montetov diagram templjev v Byblosu iz leta 1924
- Figurine iz Biblosa

### Arheološka poročila
- Montet, Pierre (1928). Byblos et l'Égypte: quatre campagnes de fouilles à Gebeil, 1921-1922-1923-1924. P. Geuthner.
- Dunand, Maurice (1937). Fouilles de Byblos: Atlas : 1926-1932. P. Geuthner.